# Parque Natural Municipal Morro da Manteigueira
O Parque Natural Municipal Morro da Manteigueira é um parque situado no município de Vila Velha, no estado do Espírito Santo, nos arredores do bairro Glória.
O parque foi criado em novembro de 1993 e conta com uma área de 168,30 hectares que abriga o estuário do Rio Aribiri e seus manguezais, além de fragmentos recuperados da mata atlântica.
O parque abriga um mirante natural para a baía de Vitória e parte do município de Vila Velha, além do viveiro de mudas municipal.
1. ↑  Cruz, Rovena (14 de julho de 2018). «Opção de lazer: Visite o Parque da Manteigueira». Prefeitura Municipal de Vila Velha. Consultado em 15 de agosto de 2018